# Iglesia de Nuestra Señora del Rosario de la Colonia Gomis
La iglesia de Nuestra Señora del Rosario de la Colonia Gomis es un edificio religioso de la población de Monistrol de Montserrat perteneciente a la comarca catalana de la Bages en la provincia de Barcelona, España. Es una iglesia de arquitectura románica incluida en el Inventario del Patrimonio Arquitectónico de Cataluña y protegida como Bien Cultural de Interés Local.

## Historia
La iglesia neorrománica de Nuestra Señora del Rosario de la Colonia Gomis fue inaugurada en 1930 y es obra del arquitecto manresano Alexandre Soler. Fue la última obra del conjunto de la Colonia formado por la fábrica, los grupos de viviendas para los trabajadores y el conjunto de la iglesia con las dependencias religiosas. La Colonia había sido fundada en 1891 por el industrial manresano Francisco Gomis y Soler y se dedicaba hasta los últimos años en hilados y tejidos de algodón.A día de hoy es un propiedad privada

## Descripción
Es un edificio de estilo neorrománico concebida en el siglo XX como un ejemplar puro de las formas románicas del siglo XI sintetizando grandes aportaciones del románico catalán de diferentes lugares para conseguir un prototipo de iglesia en ese estilo. Empleado dentro de las formas historicistas es el primer Románico o románico Lombardo: tiene arcos ciegos, bandas lombardas, arcos de medio punto, bóvedas de cañón, campanario de pisos y separado de la iglesia y sillares regulares colocados a soga. El cimborrio que corona el transepto forma una planta de cruz latina que tiende a la cruz griega. Tiene tres ábsides en degradación y el central tiene tres absidiolas.